# Ночной Волк
Ночной Волк (англ. Nightwolf) — вымышленный персонаж из франшизы Mortal Kombat, созданной Эдом Буном и Джоном Тобиасом. Представляет из себя выходца из коренного народа США, как индейский шаман и историк он дебютировал в Mortal Kombat 3, где стал избранным защитником Земли во время вторжения Шао Кана.
Реакция на персонажа была неоднозначной, некоторые критики посчитали, что Ночной Волк олицетворяет стереотипы о коренных американцах.

## Появления

### В играх
Посвятивший себя делу добра, Ночной Волк является гордым и свирепым воином, который находится в контакте с Рейденом посредством видений. Он предпочитает уединённую работу дружескому общению. Ночной Волк через видения был предупреждён Рейденом о предстоящем вторжении в Земное Царство, поэтому он был полностью подготовлен к нападению. Герой защищал родную землю, используя шаманскую практику, и вскоре к нему присоединились другие избранные воины. Вместе они отправились обратно к Восточному побережью, готовые выступить против императора и его фаворитов, и в результате одержали победу.

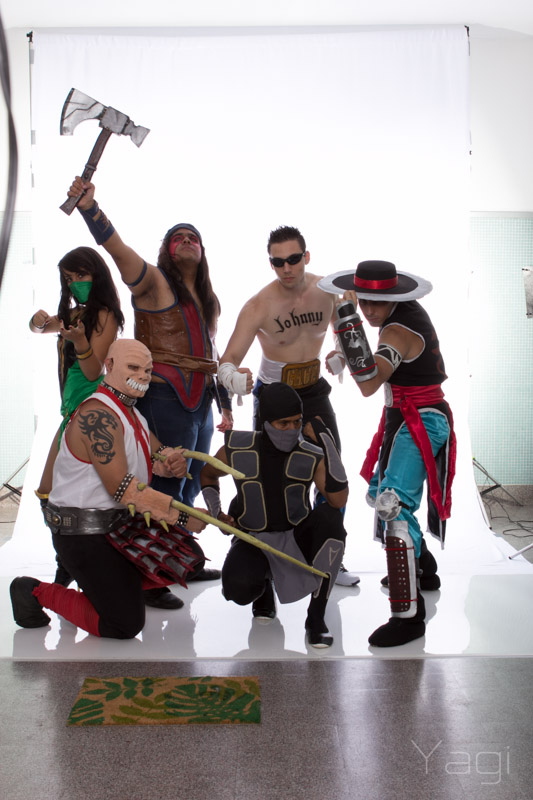
Косплей персонажей серии Mortal Kombat на AnimABC 2011. По часовой стрелке: Джонни Кейдж, Кун Лао, Смоук, Барака, Джейд и Ночной Волк

Ночной Волк участвовал во время событий игры Mortal Kombat: Deception. Ему постоянно снились кошмары о воскрешении Короля Драконов Онаги. Несмотря на то, что он знал о приближении новой угрозы, Ночной Волк не смог помешать своим кошмарам сбыться. Его предки передали средства, с помощью которых он мог победить Онагу. Он отправился в Преисподнюю, привлёк к себе душу Онаги и освободил поглощённые грехи своих предков.
В Mortal Kombat: Armageddon Ночной Волк отправляется обратно в Земное Царство. По пути он получил видение, согласно которому неизвестная сила заставляла воинов сражаться друг с другом. Его видения постепенно стали реальностью, когда он согласился помочь Джонни Кейджу и его союзникам в борьбе с павшим Старшим Богом Шинноком. В своей неканонической концовке Ночной Волк побеждает Блейза и поглощает его силу. В результате его отправляют в мир духов, где он становится настоящим шаманом. Он находит дух умершего раннее Лю Кана и возвращает его в физический мир.
В перезапуске серии 2011 года Ночной Волк показан как участник первого турнира. Когда Шан Цунг выбирает его следующим противником Скорпиона, который и побеждает героя, из-за чего тот выбывает из турнира. Позже Ночного Волка можно увидеть среди воинов Земного Царства, которые поздравляют Лю Кана с победой в турнире, хотя он сам не присутствует ни на церемонии победы, ни на втором турнире. Герой снова появляется во время вторжения воинов Внешнего мира. Во время одной из битв Ночной Волк жертвует собой, чтобы убить Синдел, позволяя колдуну Куан Чи забрать его душу и превратить его в одного из своих подчинённых.
Хотя Ночной Волк как ревенант присутствует во время событий Mortal Kombat X, он является неигровым персонажем и имеет второстепенную ролью в истории.
Ночной Волк возвращается в Mortal Kombat 11 в своём человеческом обличии. В сюжетном дополнении Aftermath, версия Ночного Волка из прошлого объединила свои силы с Шан Цунгом и Фуджином, чтобы вернуть Корону душ Кроники и помочь Лю Кангу создать свою собственную временную линию.

#### Дизайн и игровой процесс
На ранней стадии разработки Mortal Kombat 3 персонаж был известен просто как «индеец» до того, как его окончательное имя было определёно. Эд Бун описывал его как «весьма нетрадиционного индейца. Он не размахивает топором, который обычно удерживает, как Вождь Гром из Killer Instinct. У него нет всяких стереотипных типично индейских вещей подобных Ти Хоуку или Вождю Грому; он не восклицает „Хойя! Хойя!“ и тому подобное такое». Ночной Волк использует в бою томагавк, лук и стрелы.
Согласно руководствам Mean Machines Sega и SuperGamePower, лучшим качеством Ночного Волка в оригинальной версии MK3 стала его уникальная способность отражать любой снаряд обратно в противника. Total 64 высказал мнение, что только после освоения, Ночной Волк «представляет собой одну из ярчайших звёзд» Mortal Kombat Trilogy, поскольку «ни один из его приёмов, кажется непригодным поначалу, однако [привыкнув] к нему [можно] получить отличные результаты».
Официальный гид Prima Games по игре Mortal Kombat: Armageddon, прохладно оценивший персонажа, поставив ему 4 балла из 10, объяснил своё решение так: «Будучи сильным карателем, ему трудно нанести тяжелый урон по противникам». В официальном руководстве Prima Games для Mortal Kombat 2011 года Ночной Волк признан значительно улучшенным, по сравнению с оригиналом, персонажем, тем более, что игрок им «может играть как агрессор, так и защитник». Наиболее удобным соперником для Ночного Волка гид считает Рептилию, а одним из немногих персонажей, с которыми у него могут возникнуть серьёзные проблемы — Нуб Сайбот.

### Другие медиа и мерчандайзинг
В мультсериале 1996 года «Смертельная битва: Защитники Земли», Ночной Волк, озвученный Тодом Тоули (англ. Tod Thawley), оказывает моральную и техническую поддержку земным воинам, имеющим опыт работы с компьютерной техникой. Редко участвующий в битвах, большую часть времени он проводит на базе, отслеживая движение в межпространственных коридорах, ведущих к Земле.
Ночной Волк ненадолго появился в сиквеле 1997 года «Смертельная битва 2: Истребление», в котором его роль сыграл американский индеец, рэпер и актёр Лайтфут. Несмотря на отсутствие с ним боевых сцен, он в облике волка атакует Лю Кана.
Ночной Волк впоследствии не появлялся в других альтернативных источниках медиафраншизы, однако координатор трюков Ларнел Стовэлл (англ. Larnell Stovall) сказал в интервью ShogunGamer в 2011 году, что он хотел сыграть персонажа во втором сезоне веб-сериала «Смертельная битва: Наследие» 2013 года, назвав его «сильно крутым благодаря его способностям, ножу и топору». Две игрушечные фигурки Ночного Волка четырёх- и шестидюймовая были выпущены компанией Jazwares в 2012 году.

## Приём
Ночной Волк часто негативно обсуждался в контексте стереотипизации коренных американцев в видеоиграх. Так, в журнале VideoGames написали: «Для „нетрадиционного индейца“ характеризуемого Midway персонажа, он, безусловно, обладает всеми качествами оного. Давайте посмотрим, он носит перья и боевой раскрас, размахивает топориком, стреляет стрелами… возможно ещё есть и добивание со снятием скальпа ?». В 2011 году издание Dorkly поставило Ночного Волка на 2-е место в своей подборке состоящей из семи самых стереотипных коренных американцев в истории файтингов. Журнал Complex, признавая Ночного Волка главным стереотипным персонажем из всех видеоигр, ставил его в «пример каждому краснокожему, носящему занятный талисман с пёрышком из старых ковбойских киносериалов… [у него] имеется боевой раскрас на лице, перо в волосах и жилет без рукавов, как будто сам Джеронимо только что отдал ему всё это». Cracked в качестве примера этностереотипа относительно расовых предрассудков при создании видеоигр также отметил героя из Mortal Kombat.
Hardcore Gaming 101 высказался о роли персонажа в серии: «В середине 90-х было практически неписаным законом, чтобы каждый файтинг имел любой клон Брюса Ли, [либо] коренного американца… Ночной Волк принадлежит к последнему». С этим мнением также согласился Гэвин Джаспер из Den of Geek.
Присутствие персонажа в перезапуске серии 2011 года благоприятно воспринималось критиками. Он стал 20 в рейтинге «50 лучших персонажей серии» по версии UGO за 2012 год. Журнал Complex причислил его к самым недооценённым персонажам франшизы. Эрик «Вудимен» Воле из ScrewAttack положительно отреагировал на изменения в персонаже из перезапуска серии 2011 года, определив Ночного Волка четвёртым в своём рейтинге лучших игровых персонажей-индейцев: «Я никогда не был большим поклонником Ночного Волка в старых играх... но всё изменилось с его появлением в МК9».
Как и в случае с большинством персонажей из фильма «Смертельная битва 2: Истребление», появление Ночного Волка было подвергнуто резкой критике. Newsarama назвали участие героя в картине «бесполезным», а Мейтленд Макдонах из TV Guide назвала его «туповатым». Тем не менее, Дуг Скайлз из KillerMovies.com довольно положительно высказался об участии Ночного Волка в фильме.